# Шундров, Юрий Александрович
Ю́рий Алекса́ндрович Шу́ндров (укр. Юрій Олександрович Шундров; 6 июня 1956, Пенза — 27 июля 2018) — советский, а впоследствии украинский хоккеист, вратарь, тренер. Мастер спорта СССР.

## Биография
Воспитанник пензенского хоккея.
Карьеру начал в чемпионате СССР во второй лиге в пензенском «Дизелисте» в сезоне 1973/74, затем в первой лиге. В сезоне 1978/79 начал выступать в высшей лиге в составе команды «Сокол» (Киев), где играл до тех пор, пока в сезоне 1990/91 не перешёл в клуб «Црвена звезда» югославской хоккейной лиги.
Затем выступал за воскресенский «Химик» до 1994 года, когда вновь вернулся в киевский «Сокол». После трёх сезонов, проведённых в «Соколе», снова присоединился к «Химику», сыграв там два сезона.
Затем прекратил выступления, но вернулся на лёд в сезоне 1999/2000, играя за «Льдинку» и «Рапид» (Бухарест).
На международном уровне играл за сборную Украины в чемпионатах мира 1995 года (группа C), 1997 года (группа C), 1998 года (группа B) и 1999 года (Высший дивизион).
За сборную Украины провёл 23 матча, пропустил 30 шайб.
За первую сборную СССР провёл 2 матча, пропустил 2 шайбы.

### Тренер
В качестве тренера вратарей работал в «Металлурге» (Магнитогорск) с 2008 по 2010 годы.
В 2011—2013 гг. являлся тренером вратарей ЦСКА (Москва).
В 2014—2017 гг. занимал должность тренера вратарей в «Сочи».

### Смерть
27 июля 2018 года умер от ишемической болезни сердца (сердечной недостаточности). Похоронен в селе Бобрица Киево-Святошинского района.

## Награды
- Бронзовый призёр чемпионата СССР по хоккею с шайбой 1984/85
- Чемпион Украины 1995, 1997